# Masha y el oso
Masha y el oso (en ruso: Маша и Медведь, romanización Masha i Medved') es un cuento popular ruso de transmisión oral que fue luego puesto por escrito. Debe el nombre a los personajes principales del mismo: una niñita astuta llamada Masha y un oso antropomorfo.

## Resumen del cuento
Masha vivía con sus abuelos en un pueblo. Un día ella salió con sus amigas al bosque a recoger bayas y setas. Durante la recolecta, Masha se perdió en el bosque. Luego ella llegó a una casa habitada por un oso que se encontraba en ese momento de paseo. El oso regresó y decidió retener a la niñita como sirvienta. Masha tenía que cocinar para el oso. El oso amenazaba a la niñita con comérsela si ella intentaba fugarse. Posteriormente, a Masha se le ocurrió un plan para escapar. Cuando el oso volvió, Masha lo convenció para que él llevara a sus abuelos en el pueblo una cesta con pasteles. El oso tomó la cesta, se la puso en la espalda y se fue. El oso no sabía que la niñita estaba escondida dentro de la cesta. El oso llegó a la casa de los abuelos de Masha, tocó la puerta, y les anunció que traía algo de su nieta para ellos. Los perros del pueblo olfatearon al oso y se lanzaron contra él, ladrando. Asustado, el oso dejó la cesta en el suelo y huyó. Los abuelos llegaron a la puerta y vieron la cesta. Al destaparla, encontraron a su nieta sana y salva. Y puedieron vivir sanos y conviviendo en familia, fueron muy felices y prometieron que jamás se volverían a separar.

## Adaptaciones
El estudio de animación ruso Animaccord creó una serie de televisión animada llamada Masha y el oso, la cual se estrenó en 2009. Aunque está basada, en líneas generales, en el cuento folklórico ruso del mismo nombre, la historia es completamente diferente, en la animación, Masha y el Oso son amigos, y ella lo visita siempre por voluntad propia.